# Włynkowo
Włynkowo (deutsch Flinkow) ist ein Dorf im Powiat Słupski (Stolper Kreis) der polnischen Woiwodschaft Pommern.

## Geographische Lage
Das Dorf liegt in Hinterpommern, an der Stolpe, etwa sechs Kilometer nördlich von Stolp und 108 Kilometer westlich der regionalen Metropole Danzig. Im Norden beherrscht die Hügelkette der Flinkower Berge die Landschaft.

## Geschichte

Flinkow südöstlich vom Stolpmünde an der Ostsee (linke Bildhälfte) und nördlich von Stolp auf einer Landkarte von 1910.

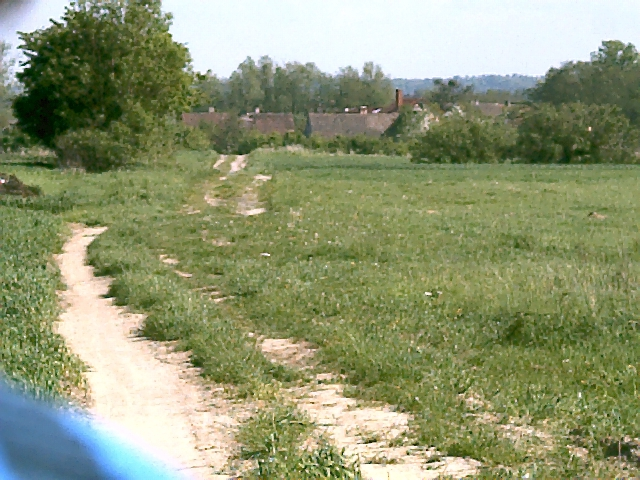
Häuser am Dorfrand

Um 1782 hatte das Dorf zehn Bauern mit dem Schulzen, einen Kossäten, sieben Büdner, darunter der Schmied, einen Schulmeister und insgesamt 19 Haushaltungen.
Anfang der 1930er Jahre hatte die Landgemeinde im Flinkow eine Flächengröße von 8,8 km². Innerhalb der Gemeindegrenzen standen insgesamt 121 bewohnte Wohnhäuser an drei verschiedenen Wohnstätten:
1. Flinkow
2. Neu Flinkow
3. Neumühl

Die Ortsteile Neu Flinkow und Neumühl lagen im Südwesten bzw. Süden der Gemarkung von Flinkow außerhalb des Dorfkerns.
1939 wurden 189 Haushaltungen und 734 Einwohner gezählt.
Flinkow bildete bis 1945 eine Landgemeinde im Landkreis Stolp im Regierungsbezirk Köslin der preußischen Provinz Pommern des Deutschen Reichs. Flinkow war dem Amtsbezirk Groß Strellin zugeordnet.
Gegen Ende des Zweiten Weltkriegs  wurde Flinkow am 8. Mai 1945  von der Roten Armee besetzt.  Bei der Verschleppung und durch Typhus starben etwa 30 Bewohner. Nach Beendigung der Kampfhandlungen wurde die Region zusammen mit ganz Hinterpommern seitens der sowjetischen Besatzungsmacht der Volksrepublik Polen zur Verwaltung überlassen. Im September und Oktober 1945 drangen Polen in das Dorf ein und nahmen Häuser und  Gehöfte gewaltsam in Besitz, oft des Nachts. Flinkow wurde unter der polonisierten Ortsbezeichnung ‚Fłynkowo‘ und Neu Flinkow  unter dem Namen ‚Włynkówko‘ verwaltet. Die Dorfbewohner wurden in der Folgezeit von der polnischen Administration in Richtung Westen deportiert. 74 Einwohner gelten als vermisst, 44 Zivilisten starben bei Kriegshandlungen oder während der Vertreibung. 
Später wurden in der Bundesrepublik Deutschland 254 und in der DDR 199 aus Flinkow vertriebene Dorfbewohner ermittelt.